# Awi Ran
Awi Ran (hebr. אבי רן, ur. 25 sierpnia 1963 w Hajfie, zm. 11 lipca 1987 na Tyberiadzie) – izraelski piłkarz, występujący na pozycji bramkarza. Zawodnik Maccabi Hajfa.

## Kariera piłkarska
Awi Ran karierę piłkarską rozpoczął w 1971 roku w Hapoelu Hajfa. Następnie w 1974 roku przeniósł się do Maccabi Hajfa, gdzie w 1981 roku rozpoczął profesjonalną karierę. Osiągnął z tym zespołem następujące sukcesy: zwycięstwo w lidze izraelskiej w 1984 i 1985 roku, Superpuchar Izraela w 1985 roku, zdobycie Pucharu Intertoto w edycji 1985.
Najlepszym sezonem Awiego Rana w karierze był sezon 1985/1986. W tym sezonie Awi Ran przepuścił zaledwie 18 bramek (najmniej w historii Maccabi Hajfa), co pomogło mu w zdobyciu tytułu Piłkarza Roku w 1986 roku oraz w tym samym roku w debiucie w drużynie narodowej.

## Kariera reprezentacyjna
Awi Ran w reprezentacji Izraela zadebiutował dnia 28 stycznia 1986 roku w przegranym (0:1) meczu towarzyskim ze Szkocją w Ramat Gan. Podczas swojej kariery reprezentacyjnej Awi Ran nie miał okazji rozegrać w reprezentacji o punkty, gdyż nie była członkiem ani AFC, ani UEFA.
Ostatni mecz Rana w reprezentacji Izraela miał miejsce 18 maja 1987 roku w Ramat Gan. Wówczas jego drużyna przegrała z Brazylią w towarzyskim meczu (0:4). W sumie w latach 1986–1987 Awi Ran w reprezentacji Izraela wystąpił w 9 meczach.

### Mecze w reprezentacji
Łączny bilans: 9 meczów (wszystkie towarzyskie: 1 remis – 8 porażek).
| Lp. | Data                | Miejsce   | Gospodarz  | vs | Gość              | Wynik | Czas gry | Mecz       |
| --- | ------------------- | --------- | ---------- | -- | ----------------- | ----- | -------- | ---------- |
| 1.  | 28 stycznia 1986    | Ramat Gan | Izrael     | -  | Szkocja           | 0:1   | 90'      | Towarzyski |
| 2.  | 26 lutego 1986      | Ramat Gan | Izrael     | -  | Anglia            | 1:2   | 90'      | Towarzyski |
| 3.  | 4 maja 1986         | Ramat Gan | Izrael     | -  | Argentyna         | 2:7   | 90'      | Towarzyski |
| 4.  | 8 października 1986 | Ramat Gan | Izrael     | -  | Rumunia           | 2:4   | do 46'   | Towarzyski |
| 5.  | 18 lutego 1987      | Ramat Gan | Izrael     | -  | Irlandia Północna | 1:1   | 90'      | Towarzyski |
| 6.  | 25 marca 1987       | Ramat Gan | Izrael     | -  | NRD               | 0:2   | 90'      | Towarzyski |
| 7.  | 8 kwietnia 1987     | Braszów   | Rumunia    | -  | Izrael            | 3:2   | 90'      | Towarzyski |
| 8.  | 19 maja 1987        | Aarau     | Szwajcaria | -  | Izrael            | 1:0   | 90'      | Towarzyski |
| 9.  | 1 czerwca 1987      | Ramat Gan | Izrael     | -  | Brazylia          | 0:4   | 90'      | Towarzyski |

## Sukcesy

### Klubowe
- Mistrz Izraela: 1984, 1985
- Superpuchar Izraela: 1985
- Puchar Intertoto: 1985
- Lilian Cup: 1984

### Indywidualne
- Piłkarz Roku w Izraelu: 1986

## Statystyki i przebieg kariery klubowej
| Sezon                 | Klub                  | Rozgrywki             | Mecze | Bramki |
| --------------------- | --------------------- | --------------------- | ----- | ------ |
| 1981/82               | Maccabi Hajfa         | Ligat ha’Al           | 30    | 0      |
| 1982/83               | Maccabi Hajfa         | Ligat ha’Al           | 30    | 0      |
| 1983/84               | Maccabi Hajfa         | Ligat ha’Al           | 30    | 0      |
| 1984/85               | Maccabi Hajfa         | Ligat ha’Al           | 25    | 0      |
| 1985/86               | Maccabi Hajfa         | Ligat ha’Al           | 10    | 0      |
| 1986/87               | Maccabi Hajfa         | Ligat ha’Al           | 20    | 0      |
| Łącznie w Ligat ha’Al | Łącznie w Ligat ha’Al | Łącznie w Ligat ha’Al | 145   | 0      |

## Śmierć i pamięć
Dobrze zapowiadającą karierę Rana przerwał tragiczny wypadek na Jeziorze Tyberiadzkim. Awi Ran zginął dnia 11 lutego 1987 roku w wieku 23 lat w wypadku na łodzi, potrącony przez motorówkę w Tyberiadzie na Jeziorze Tyberiadzkim podczas fetowania przez drużynę zdobycia mistrzostwa. Na jego pogrzebie obecnych było 14.000 osób.
Obecnie młodzieżowe mistrzostwa Izraela i Stadion Hajfa noszą nazwę na cześć pamięci Awiego Rana.